# 1246
Il 1246 (MCCXLVI in numeri romani) è un anno  del XIII secolo.

## Eventi
In Spagna il re di Granada Muhammad ibn Nasr rende omaggio al re di Castiglia Ferdinando III il Santo.

## Nati
- 8 marzo - Nikkō, monaco buddista giapponese († 1333)
- 14 settembre - John FitzAlan, VII conte di Arundel, nobile inglese († 1272)
- Angelo da Furci, presbitero, religioso e beato italiano († 1327)
- Ottone III di Ravensberg, nobile tedesco († 1306)
- Riccobaldo da Ferrara, italiano
- Sancha d'Aragona, principessa († 1262)
- Takezaki Suenaga, sovrano giapponese († 1314)
- Ughino di Lincoln, santo inglese († 1255)
- Guglielmo d'Accursio, giurista italiano († 1313)

## Morti
- 25 febbraio - Dafydd ap Llywelyn, principe (n. 1215)
- 19 marzo - Sigfrido di Ratisbona, vescovo cattolico tedesco (n. 1188)
- 15 aprile - Pedro González, religioso spagnolo (n. 1190)
- 19 maggio - Umiliana de' Cerchi, religiosa italiana (n. 1219)
- 4 giugno - Isabella d'Angoulême, regina francese
- 15 giugno - Federico II di Babenberg, nobile austriaco (n. 1211)
- 16 giugno - Lutgarda di Tongres, monaca cristiana fiamminga (n. 1182)
- 22 luglio - Alberto da Reggio, patriarca cattolico italiano
- 30 settembre - Jaroslav II di Vladimir, principe (n. 1191)
- 30 settembre - Michele I, Granduca di Kiev, principe ucraino
- 13 ottobre - Matteo Rosso Orsini, nobile italiano (n. 1180)
- 16 ottobre - Roberto di Thourotte, vescovo cattolico francese
- 22 ottobre - Miecislao II il Grasso, nobile polacco
- 8 novembre - Berenguela di Castiglia, regina (n. 1180)
- 26 novembre - Gerhard von Malberg
- Teodora Angelina, nobile bizantina (n. 1190)
- Enrico III, conte di Sayn, nobile tedesco
- Tommaso Gallo, filosofo francese
- Kaykhusraw II, sultano
- Gualtieri IV di Brienne, conte (n. 1205)
- Eva Marshal, nobile britannica (n. 1203)
- Temüge, condottiero mongolo (n. 1168)
- Teodoro d'Antiochia, filosofo, medico e traduttore siro
- Wansong Xingxiu, monaco buddista cinese (n. 1166)
- Ponç d'Ortafà, trovatore francese
- Alice di Champagne, nobile francese (n. 1195)

## Calendario
| Calendario 1246 | Calendario 1246 | Calendario 1246 | Calendario 1246 | Calendario 1246 | Calendario 1246 | Calendario 1246 | Calendario 1246 | Calendario 1246 | Calendario 1246 | Calendario 1246 | Calendario 1246 | Calendario 1246 | Calendario 1246 | Calendario 1246 | Calendario 1246 | Calendario 1246 | Calendario 1246 | Calendario 1246 | Calendario 1246 | Calendario 1246 | Calendario 1246 | Calendario 1246 | Calendario 1246 | Calendario 1246 | Calendario 1246 | Calendario 1246 | Calendario 1246 | Calendario 1246 | Calendario 1246 | Calendario 1246 | Calendario 1246 | Calendario 1246 |
| --------------- | --------------- | --------------- | --------------- | --------------- | --------------- | --------------- | --------------- | --------------- | --------------- | --------------- | --------------- | --------------- | --------------- | --------------- | --------------- | --------------- | --------------- | --------------- | --------------- | --------------- | --------------- | --------------- | --------------- | --------------- | --------------- | --------------- | --------------- | --------------- | --------------- | --------------- | --------------- | --------------- |
|                 | 1               | 2               | 3               | 4               | 5               | 6               | 7               | 8               | 9               | 10              | 11              | 12              | 13              | 14              | 15              | 16              | 17              | 18              | 19              | 20              | 21              | 22              | 23              | 24              | 25              | 26              | 27              | 28              | 29              | 30              | 31              |                 |
| Gennaio         | Lu              | Ma              | Me              | Gi              | Ve              | Sa              | Do              | Lu              | Ma              | Me              | Gi              | Ve              | Sa              | Do              | Lu              | Ma              | Me              | Gi              | Ve              | Sa              | Do              | Lu              | Ma              | Me              | Gi              | Ve              | Sa              | Do              | Lu              | Ma              | Me              |                 |
| Febbraio        | Gi              | Ve              | Sa              | Do              | Lu              | Ma              | Me              | Gi              | Ve              | Sa              | Do              | Lu              | Ma              | Me              | Gi              | Ve              | Sa              | Do              | Lu              | Ma              | Me              | Gi              | Ve              | Sa              | Do              | Lu              | Ma              | Me              |                 |                 |                 |                 |
| Marzo           | Gi              | Ve              | Sa              | Do              | Lu              | Ma              | Me              | Gi              | Ve              | Sa              | Do              | Lu              | Ma              | Me              | Gi              | Ve              | Sa              | Do              | Lu              | Ma              | Me              | Gi              | Ve              | Sa              | Do              | Lu              | Ma              | Me              | Gi              | Ve              | Sa              |                 |
| Aprile          | Do              | Lu              | Ma              | Me              | Gi              | Ve              | Sa              | Do              | Lu              | Ma              | Me              | Gi              | Ve              | Sa              | Do              | Lu              | Ma              | Me              | Gi              | Ve              | Sa              | Do              | Lu              | Ma              | Me              | Gi              | Ve              | Sa              | Do              | Lu              |                 |                 |
| Maggio          | Ma              | Me              | Gi              | Ve              | Sa              | Do              | Lu              | Ma              | Me              | Gi              | Ve              | Sa              | Do              | Lu              | Ma              | Me              | Gi              | Ve              | Sa              | Do              | Lu              | Ma              | Me              | Gi              | Ve              | Sa              | Do              | Lu              | Ma              | Me              | Gi              |                 |
| Giugno          | Ve              | Sa              | Do              | Lu              | Ma              | Me              | Gi              | Ve              | Sa              | Do              | Lu              | Ma              | Me              | Gi              | Ve              | Sa              | Do              | Lu              | Ma              | Me              | Gi              | Ve              | Sa              | Do              | Lu              | Ma              | Me              | Gi              | Ve              | Sa              |                 |                 |
| Luglio          | Do              | Lu              | Ma              | Me              | Gi              | Ve              | Sa              | Do              | Lu              | Ma              | Me              | Gi              | Ve              | Sa              | Do              | Lu              | Ma              | Me              | Gi              | Ve              | Sa              | Do              | Lu              | Ma              | Me              | Gi              | Ve              | Sa              | Do              | Lu              | Ma              |                 |
| Agosto          | Me              | Gi              | Ve              | Sa              | Do              | Lu              | Ma              | Me              | Gi              | Ve              | Sa              | Do              | Lu              | Ma              | Me              | Gi              | Ve              | Sa              | Do              | Lu              | Ma              | Me              | Gi              | Ve              | Sa              | Do              | Lu              | Ma              | Me              | Gi              | Ve              |                 |
| Settembre       | Sa              | Do              | Lu              | Ma              | Me              | Gi              | Ve              | Sa              | Do              | Lu              | Ma              | Me              | Gi              | Ve              | Sa              | Do              | Lu              | Ma              | Me              | Gi              | Ve              | Sa              | Do              | Lu              | Ma              | Me              | Gi              | Ve              | Sa              | Do              |                 |                 |
| Ottobre         | Lu              | Ma              | Me              | Gi              | Ve              | Sa              | Do              | Lu              | Ma              | Me              | Gi              | Ve              | Sa              | Do              | Lu              | Ma              | Me              | Gi              | Ve              | Sa              | Do              | Lu              | Ma              | Me              | Gi              | Ve              | Sa              | Do              | Lu              | Ma              | Me              |                 |
| Novembre        | Gi              | Ve              | Sa              | Do              | Lu              | Ma              | Me              | Gi              | Ve              | Sa              | Do              | Lu              | Ma              | Me              | Gi              | Ve              | Sa              | Do              | Lu              | Ma              | Me              | Gi              | Ve              | Sa              | Do              | Lu              | Ma              | Me              | Gi              | Ve              |                 |                 |
| Dicembre        | Sa              | Do              | Lu              | Ma              | Me              | Gi              | Ve              | Sa              | Do              | Lu              | Ma              | Me              | Gi              | Ve              | Sa              | Do              | Lu              | Ma              | Me              | Gi              | Ve              | Sa              | Do              | Lu              | Ma              | Me              | Gi              | Ve              | Sa              | Do              | Lu              |                 |